# Chupájivka
Chupájivka (en ucraniano: Чупахівка; en ruso: Чупаховка, romanizado: Chupájovka) es un pueblo ucraniano perteneciente al óblast de Sumy. Situado en el norte del país, es parte del raión de Ojtirka y centro del municipio (hromada) homónimo.

## Geografía
Chupájivka está ubicado a orillas del río Tashan, 15 km al noroeste de Ojtirka y 80 km al sur de Sumy.   

## Historia
El pueblo fue fundado a finales de la década de 1630 y principios de la de 1640 por colonos de Ucrania de la margen derecha. Desde los años 50 del siglo XVII, cuando se formaron los regimientos de colonos cosacos, Chupájivka formó parte del regimiento de Ojtirka. Según el tratado ruso-polaco de 1647 sobre la delimitación de tierras, la aldea pasó a formar parte del Imperio ruso y en 1780 pasó a formar parte del uyezd de Lebedín de la gobernación de Járkov.  
El lugar fue la capital del raión de Chupájivka entre 1923 y 1932. 
Durante la Segunda Guerra Mundial, Chupájivka fue ocupada por tropas nazis en octubre de 1941. Después de un intento fallido de los soldados soviéticos a principios de 1943, la aldea fue finalmente liberada el 9 de agosto de 1943.
En 1956 se le asignó el estatus de asentamiento de tipo urbano y formó parte del raión de Ojtirka hasta 1959.
Hasta el 18 de julio de 2020, Chupájivka fue parte del raión de Ojtirka. El raión se abolió en julio de 2020 como parte de la reforma administrativa de Ucrania, que redujo el número de raiones del óblast de Sumy a cuatro. El área del raión se fusionó con otros en el raión de Ojtirka.En 2023, Chupájivka perdió el estatus de asentamiento de tipo urbano en la legislación ucraniana debido a la eliminación de este estatus administrativo.
El 28 de febrero de 2022, durante el comienzo de la invasión rusa de Ucrania, el soldado ruso Vadym Shishimarin mató a un residente desarmado de 62 años andaba en bicicleta al costado de la carretera. El 23 de mayo de 2022, fue acusado de asesinar a un residente civil y condenado a cadena perpetua en una reunión del Tribunal de Distrito de Solomyansk de Kiev.

## Demografía
La evolución de la población de Chupájivka entre 1959 y 2022 fue la siguiente:
| 5578                                                          | 3615 | 3215 | 2713 | 2461 | 2164 |
| (Fuente: Cities & Towns of Ukraine y UKRAINE: Größere Städte) |      |      |      |      |      |

Según el censo de 2001, la lengua materna de la mayoría de los habitantes, el 95,64%, es el ucraniano; del 3,77% es el ruso.

## Infraestructura

### Transporte
Chupájivka está conectado por carretera con Ojtirka y Lebedín. En 2003 se cerró un ramal ferroviario que conectaba Ojtirka con Jáidach.